# Torysa (odrůda révy vinné)
Torysa je středně pozdní až pozdní moštová odrůda révy vinné (Vitis vinifera), používaná k výrobě červených vín. Odrůda byla vyšlechtěna na Slovensku v roce 1967, Ing. Dorotou Pospíšilovou, Ph.D. a kolektivem šlechtitelů Výzkumného ústavu vinohradnického Bratislava, křížením odrůd Castets a I-35-9.
Pro velkou heterogenitu znaků potomstva byly dále selektovány dva typy, ze kterých později vzešly sesterské odrůdy Torysa a Rudava, nesoucí jména slovenských řek. Torysa pochází ze semenáče s pracovním názvem CAxTAP 9/17, který byl dále sledován v klonovém potomstvu a ověřován (Polnohospodárske družstvo Strekov, Ondrej Korpás CSc.).
Castets je autochtonní, středně pozdní, modrá moštová odrůda původu Vitis vinifera z francouzského jihozápadu, z départementu Gironde, která se sem údajně měla dostat z podhůří Pyrenejí, či, podle jiné teorie, byla jako semenáček nalezena r. 1870 poblíž lesa u obce Saint-Macaire a namnožena místním vinařem jménem Nicouleau. Každopádně, jméno získala po muži jménem Castets, který se zasloužil o její rozšíření kolem r. 1875. Je pěstována velmi vzácně, roku 1998 na 0,5 ha a mísena do cuvée vín Vin de Pays v okolí města Aveyron severně od Gaillac, její pěstování je připuštěno též v Provence, v AOC Palette a Vins d'Estaing. Odrůda je poměrně odolná, ale vína dává průměrná.
I-35-9 je kříženec odrůd Teinturier x Aleatico x Puchljakovskij, původem z bývalého SSSR.

## Popis
Réva vinná (Vitis vinifera) odrůda Torysa je jednodomá dřevitá pnoucí liána, dorůstající v kultuře až několika metrů. Kmen tloušťky až několik centimetrů je pokryt světlou borkou, která se loupe v pruzích. Úponky révy umožňují této rostlině pnout se po pevných předmětech. Růst je bujný se vzpřímenými letorosty.
List je středně velký až velký, tří- až pětilaločnatý s mělkými až středně hlubokými výkroji, které mají oblé dno a většinou jsou otevřené. Řapíkový výkroj je většinou zcela překrytý, někdy překrytý s průsvitem, žilnatina listu v oblasti napojení řapíku je slabě pigmentovaná antokyaniny.
Oboupohlavní pětičetné květy v hroznovitých květenstvích jsou žlutozelené, samosprašné. Plodem jsou malé, okrouhlé, silně ojíněné bobule tmavomodré až černomodré barvy, středně silně červeně zbarvená je i dužina bobule. Hrozny jsou středně velké, protáhle válcovitě-kuželovité, často s křidélky, poměrně kompaktní.

## Původ a rozšíření
Torysa je moštová odrůda révy vinné (Vitis vinifera). Odrůda byla vyšlechtěna na Slovensku v roce 1967, Ing. Dorotou Pospíšilovou, Ph.D. a kolektivem šlechtitelů Výzkumného ústavu vinohradnického Bratislava, křížením odrůd Castets a I-35-9. V Listině registrovaných odrůd SR je odrůda zapsána od roku 2011, již od roku 2004 je právně chráněná.
Na Slovensku je odrůda pěstována na nevelkých plochách. Ve Státní odrůdové knize České republiky není zapsána, není uvedena ani mezi odrůdami, ze kterých je dovoleno vyrábět zemská vína. V České republice se pěstuje pouze velmi okrajově, na Moravě, kde se lze na místních koštech vzácně setkat s odrůdovými víny.

## Název
Název odrůdy je odvozen od názvu východoslovenské řeky Torysa (nebo též od stejnojmenné obci v této oblasti), názvy řek jsou slovenskými šlechtiteli používány pro nové odrůdy révy poměrně často. Šlechtitelské označení odrůdy je CATAP 9/17 nebo též CAxTAP 9/17.

## Pěstování
Réví vyzrává velmi dobře. Odrůda dobře odolává jarním mrazům, vůči zimním mrazům je ovšem citlivá. Sprchávání je zanedbatelné. Doporučuje se vysoké vedení a podnože SO-4, které brzdí růst a podporují tvorbu plodů. Plodnost je střední, 8–13 t/ha, na štěrkovitých půdách pouze 6–7 t/ha při cukernatosti 20–25 °NM a aciditě 6–10 g/l, na těžších půdách až 12–14 g/l. Odrůda má samoregulační charakter, často vyzraje pouze 1 hrozen na keři.

### Fenologie
Rudava raší pozdně, kvete též pozdně, dozrává středně pozdně až pozdně, kolem 10. října, sklizeň je třeba provést včas, v době, kdy jsou bobule ještě šťavnaté.

### Choroby a škůdci
Odolnost vůči plísni révové (Plasmopara viticola) je relativně dobrá, citlivější je odrůda vůči padlí révovému (Uncinula necator). Hrozny na keři nejsou ohrožovány hnilobou.

### Poloha a půdy
Torysa vyžaduje kvalitní, chráněné polohy, kde dává pravidelnější úrodu vyšší kvality, je odrůdou pro teplé vinohradnícke oblasti. Vyžaduje hlubší půdy s dobrým vláhovým režimem. V lehkých půdách při dozrávání hrozny trpí suchem a bobule se scvrkávají.

## Víno
Torysa patří spíše mezi kvalitativní odrůdy, navíc mezi barvířky s kabernetovým aroma, což je poměrně vzácná, ale někdy pro další využití odrůdy k výrobě cuvée i omezující kombinace. Vína mají krycí červenou barvu a jemnou kabernetovou chuť, která má sklon se při vyšších úrodách vytrácet. Odrůdová vína bývají velmi vysoko ceněná, lze je sice použít do cuvée s odrůdou Cabernet Sauvignon ve slabších ročnících, k dotvoření barvy směsky, ale dá se říci, že k tomuto účelu je víno příliš vzácné. Víno výborně vyzrává a není určeno ke spotřebě dříve než za dva roky.

### Multimédia
- Martin Šimek : Encyklopédie všemožnejch odrůd révy vinné z celýho světa s přihlédnutím k těm, co již ouplně vymizely, 2008–2012